# Stichting
Pour les articles homonymes, voir Fondation.
Une stichting en français : « Fondation » est une entité juridique de droit privé à but non lucratif spécifique au droit néerlandais.

## Objet social
Selon la Chambre de Commerce néerlandaise, la Kamer van Koophandel (KVK), une stichting peut afficher un objectif social ou sociétal d'intérêt général tels que « l'éducation, l'organisation d'événements culturels ou la gestion de la salle des fêtes ». On la retrouve ainsi souvent à la tête d'écoles ou d'hôpitaux aux Pays-Bas. Elle est similaire dans le principe à une association, mais elle ne peut pas avoir de membres, ce qui en fait une structure dite « orpheline ».

## Obligations légales
Selon le Code civil néerlandais, sa création doit être effectuée par acte notarié avant enregistrement au registre du commerce et des sociétés qui lui confère le statut de personne morale. Elle peut ainsi exercer des activités, posséder des biens matériels ou immatériels, et disposer d'un compte bancaire enregistré. Elle doit se munir d'un conseil d'administration qui dispose du contrôle total sur la stichting. Ce conseil est généralement composé d'un président, d'un secrétaire et d'un trésorier.
Une stichting n'a pas à publier ses comptes, ne doit pas justifier des nominations de membres du conseil d'administration et, dans la plupart des cas, n'est pas soumise à l'impôt.

## Stichting d'administration (STAK)
Il existe une seconde forme de stichting, dénommée « stichting d'administration », en néerlandais Stichting Administratiekantoor ou STAK qui est fréquemment utilisée dans le cadre de la gestion d'actifs.
Une STAK peut posséder les actions d'une entreprise et disposer des droits de votes afférents. Ces actions sont apportées par les membres du conseil d'administration en échange de certificats de dépôt, qui donneront droit au versement de bénéfices s'ils existent. Ce montage permet donc de séparer l'entité propriétaire des actions des bénéficiaires des dividendes qui restent alors anonymes. Une stichting peut également détenir des actifs pour le compte d'un fonds d'investissement ; agir en tant qu'actionnaire de véhicules de titrisation ou détenir des droits de propriété intellectuelle et peut opérer en tant que fonds de pension. En outre, des biens immobiliers peuvent être donnés à une stichting, ce qui réduit le patrimoine des donateurs dans un but d'optimisation fiscale et met les biens à l'abri de l'impôts sur la succession.

## Pilule empoisonnée
La capacité pour une stichting de posséder les parts d'une société peut lui conférer le rôle d'une pilule empoisonnée.
Ainsi, lors de l'offre publique d'achat de Suez par Veolia en 2020, le groupe Suez décide de créer en septembre 2020 une stichting pour y placer ses activités Eau France, espérant ainsi mettre ces actifs à l'abri de l'OPA,. Cependant, en novembre 2020, le président du tribunal de commerce de Nanterre interdit à Suez de prendre toute décision « susceptible de rendre irrévocable le dispositif étranger d'inaliénabilité » de l'Eau France de Suez, rendant ainsi la tentative caduque.
Le même mécanisme avait été utilisé en 2015 par la firme pharmaceutique Mylan lors de l'offre publique d'achat émise par l'israélien Teva; ainsi qu'en 2005 par le groupe Arcelor pour contrecarrer l'offensive de Mittal.

## Entreprises utilisant une stichting
- Le groupe suédois IKEA est contrôlé par la stichting Ingka Foundation ;
- Le groupe néerlandais Philips utilise une stichting pour son fonds de pension[15] ;
- La banque néerlandaise ING utilise également une stichting pour se mettre à l'abri des tentatives de prise de contrôle hostiles[16] ;
- ainsi que de nombreux groupes néerlandais.